# Єрофєєв Макар Володимирович
Мака́р Володи́мирович Єрофє́єв (1999—2023) — український військовослужбовець, старший лейтенант Збройних Сил України, офіцер військової розвідки, хокеїст, учасник російсько-української війни, що відзначився і загинув під час російського вторгнення в Україну. Герой України (2024, посмертно).

## Життєпис
Народився 13 жовтня 1999 року в місті Кам'янському Дніпропетровської області в сім'ї Володимира та Ірини Єрофєєвих. З самого дитинства Макар дуже сильно цікавився всім що пов'язано з війною: зброя, вибухівка, засоби враження, тактика. Всі ігри та книжки були пов'язані з війною. За гарні оцінки просився в магазин піротехніки, щоб придбати петарди. У дитинстві ніколи не плакав. Старший брат Макара, Антон Єрофєєв, брав участь у російсько-українській війні у 2014 році. 
В дитинстві сім'я Макара переїхала з Кам'янського до Підгородного, Дніпропетровської області.
З 9 років почав професійно займатись хокеєм та грав за Дніпровські команди «Зеніт», «Яструби» та «Аврора». Як каже мати Макара Ірина, в хокей його привели пізно, бо в діти в команді почали бігати на ковзанах по льоду ще у 4-5 років, тому Макару треба було докласти неабияких зусиль щоб наздогнати свою команду. Грав на позиції захисника, таким і був у житті, каже батько Макара. Спорту віддавався на максимум, годинами відпрацьовуючи кидки шайби у гаражі. Мав по 8 тренувань на тиждень.
Надавав перевагу грі в команді замість індивідуалізму в хокеї. Казав «моє завдання зробити широкий пас і відкрити атаку, а не тягнути за собою шайбу і зустрінемось біля воріт».
Окрім цього, з 10 років пробував займатись польовою стрільбою. Цікавився тим як виготовляти порох та як стріляти з оптичної зброї. Зачитувався книгами з історії зброї, а ще підручниками з шахів, бо там багато уваги приділялося стратегії.
З 2009 по 2012 р. до 5 класу навчався в Ліцеї №3 Підгородненської міської ради Дніпропетровської області та перейшов в Гімназію №3, міста Дніпро (сучасний Дніпровський ліцей №3).

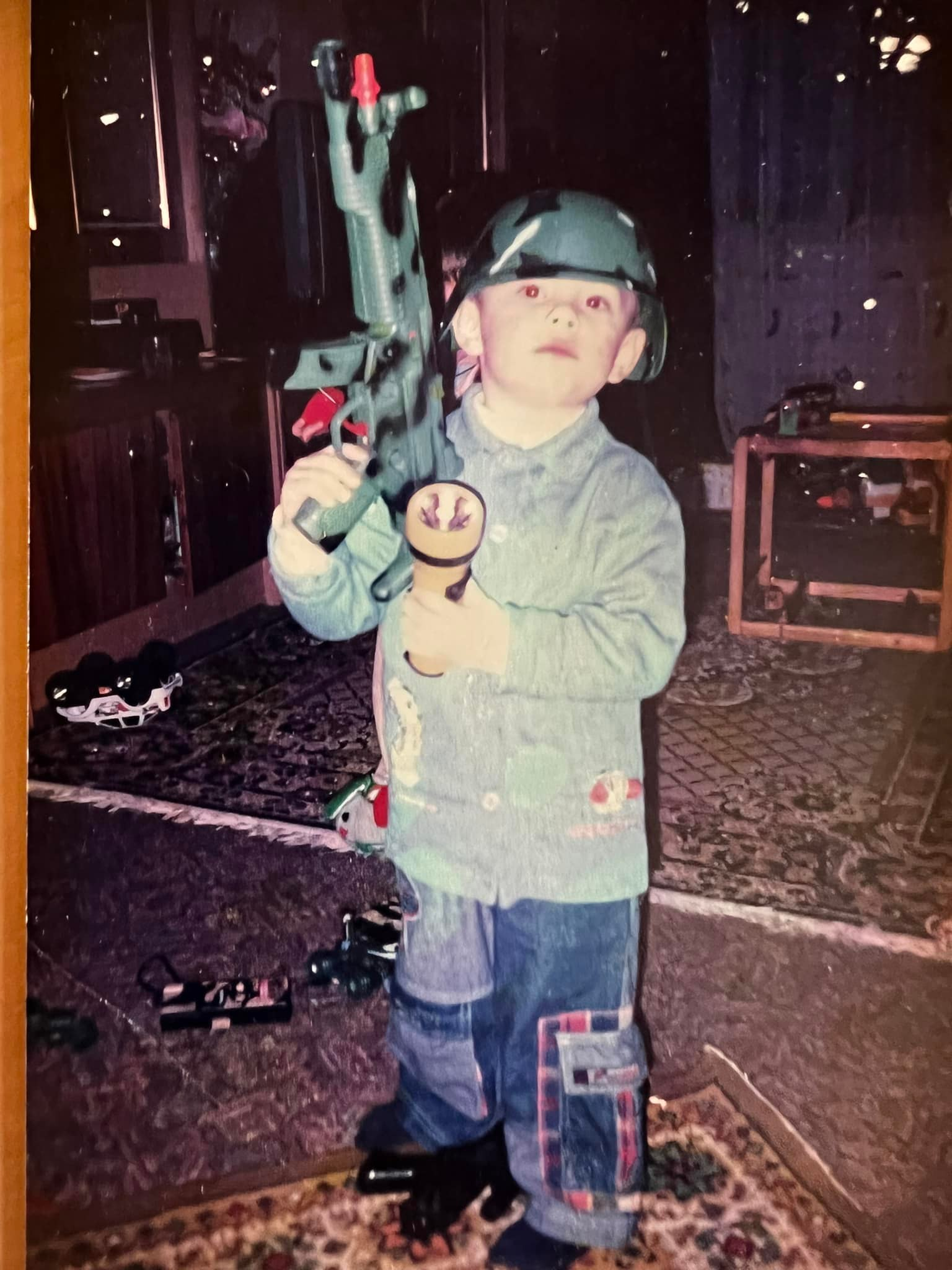
Єрофєєв у дитинстві
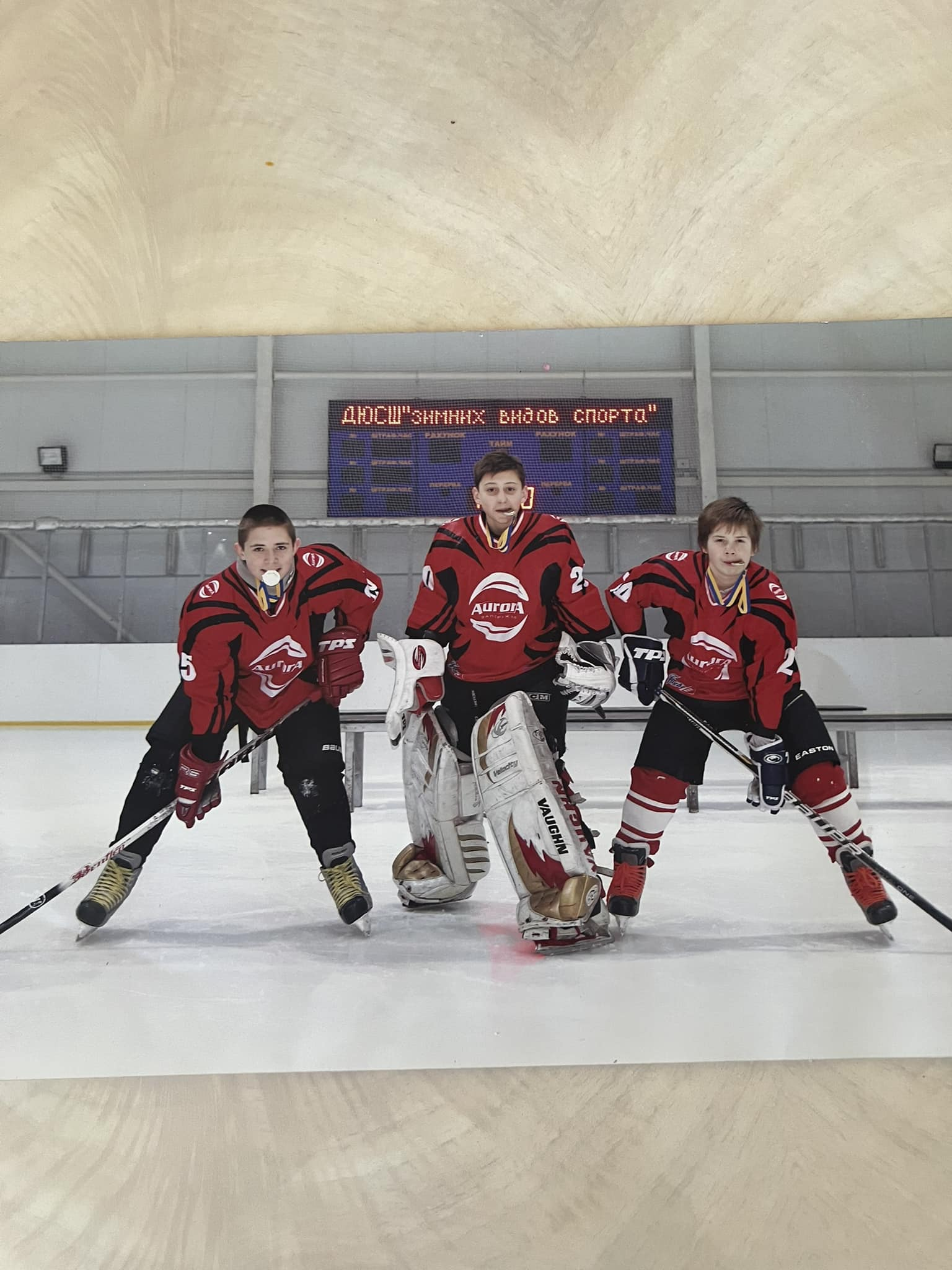
Чотирнадцятирічний Макар (праворуч) на хокейній арені
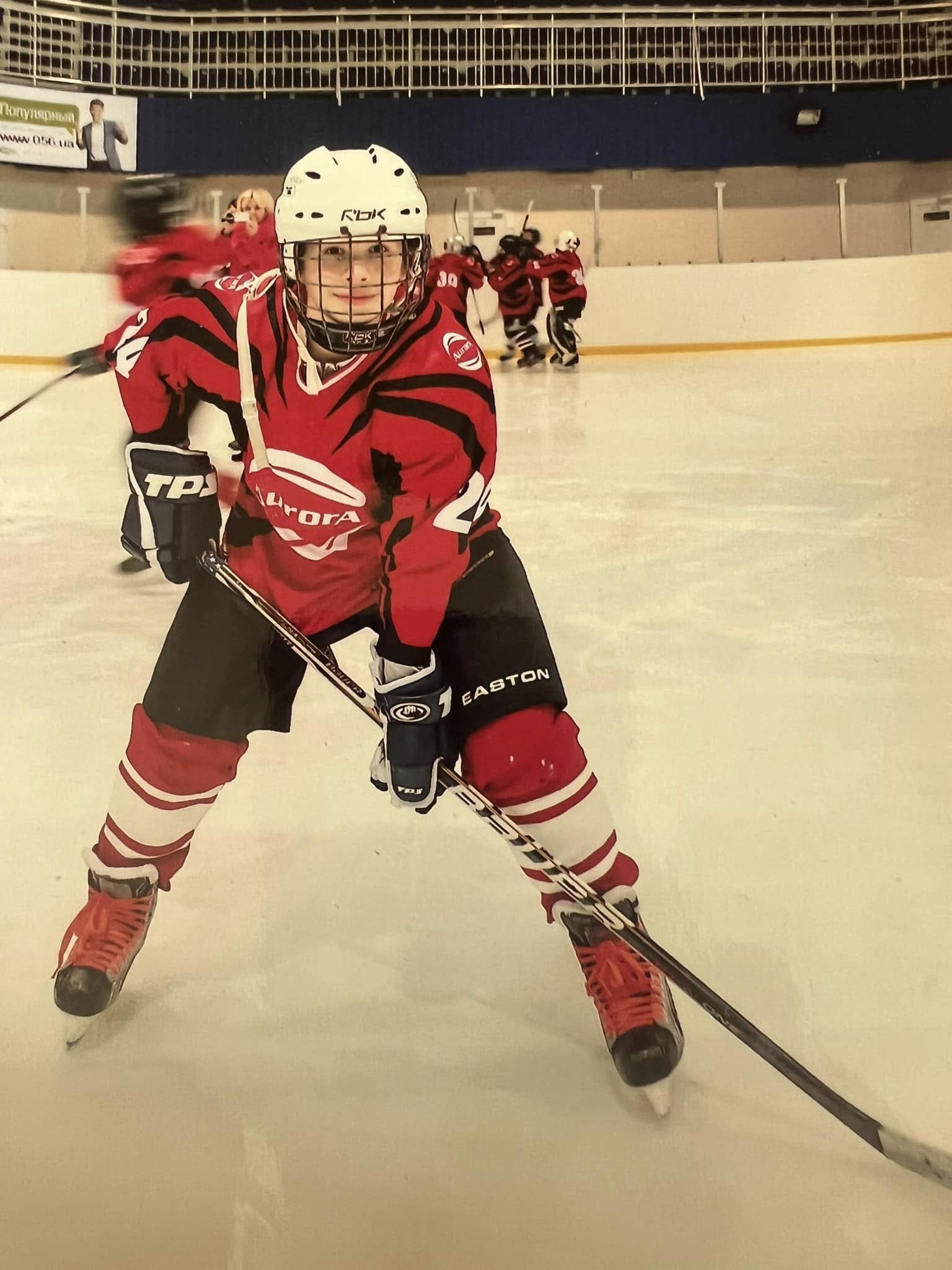
Юний Макар на льоді

У 2014 році Дніпровська хокейна команда «Аврора» в якій грав Макар стала срібним призером країни з хокею, завдяки чому Макар став срібним чемпіоном України з хокею. Грав під номером 24. Хокейний тренер Макара, Володимир Волошин, розповідає, що наприкінці спортивної кар'єри того ж року хлопця кликали у Київський Сокіл, адже він був дуже перспективним хокеїстом та першим на драфті цієї команди. 

### Військова карʼєра
У 14 років Макар пройшов відбір до хокейної академії та йому запропонували вступити до хокейної школи Олімпійського резерву у Києві, але того ж року у 2014-му почалася російсько-українська війна та старший брат Антон Єрофєєв пішов добровольцем на Донецький фронт. 2015 року Макар вирішив переїхати до Києва та закінчити Київський військовий ліцей імені Івана Богуна, де й отримав позивний «Джонні». За легендою отримав його, бо дуже часто бігав на навчаннях у військовому ліцеї з американськими видами зброї («емкою») або у американському екіпіруванні. Люди які особисто знали Макара, згадують, що він був скромним, але цілеспрямованим.
|                                            | Він каже: Васильєвич, я був захисником, я захисником і залишусь. Я буду захищати Батьківщину. |
| — тренер Макара з хокею, Володимир Волошин |                                                                                               |

При останній зустрічі з матірʼю сказав: “Я вдячний вам за хокей. Я найвитриваліший, в мене найсильніші ноги та спина. Я можу ходити  на штурм на довгі відстані.” Регулярні зайняття хокеєм у дитинстві додали Макарові фізичної витривалості у подальшому майбутньому.
У 2017 році закінчив навчання у військовому ліцеї та вступив у Військову академію сухопутних військ в Одесі, яку закінчив 2021-го — за спеціалізацією «Управління діями військової розвідки». Старший брат Антон, який на той момент вже повернувся з фронту, жартував, що коли Макар випуститься у 2021 році, він буде «перекладати з місця на місце папірці у штабі», що для Макара було «особистим пеклом». Для Макара війною були штурми та спеціальні операції, чим він більш охоче займався.

Ігнорував соціальні мережі, заглиблювався в історію, філософію, поезію Жадана. На будь-яке запитання відповідав: «Без проблем» і блискуче усміхався. З посмішкою косив траву, смажив шашлики, складав іспити. Під час навчання у військовому ліцеї та академії читав книжки.

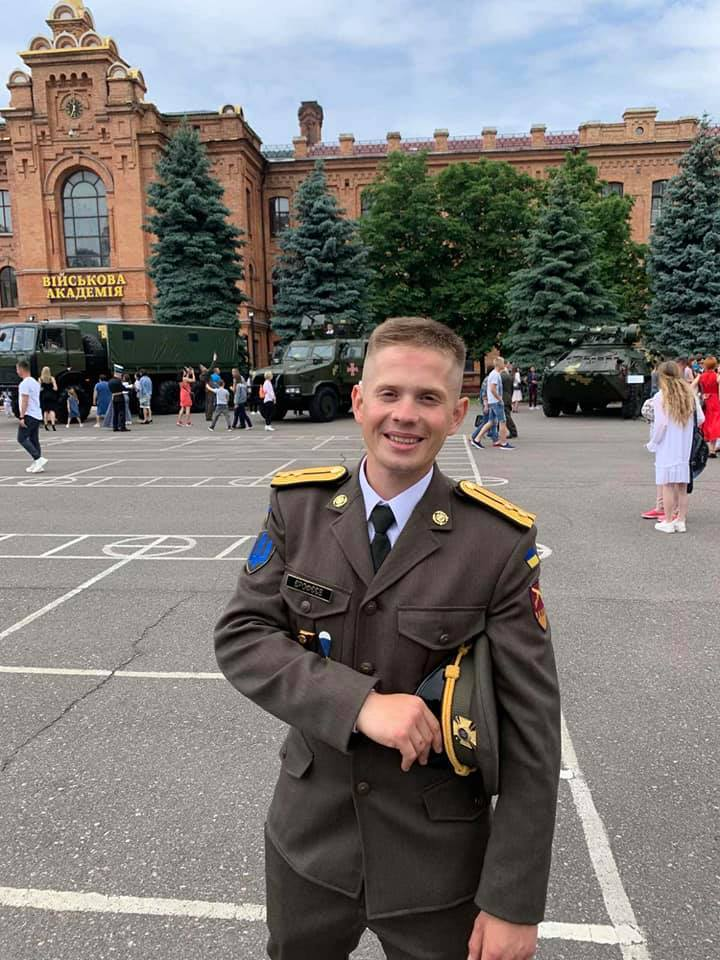
Макар Єрофєєв, випускник військової академії в Одесі. 19 червня 2021 року.

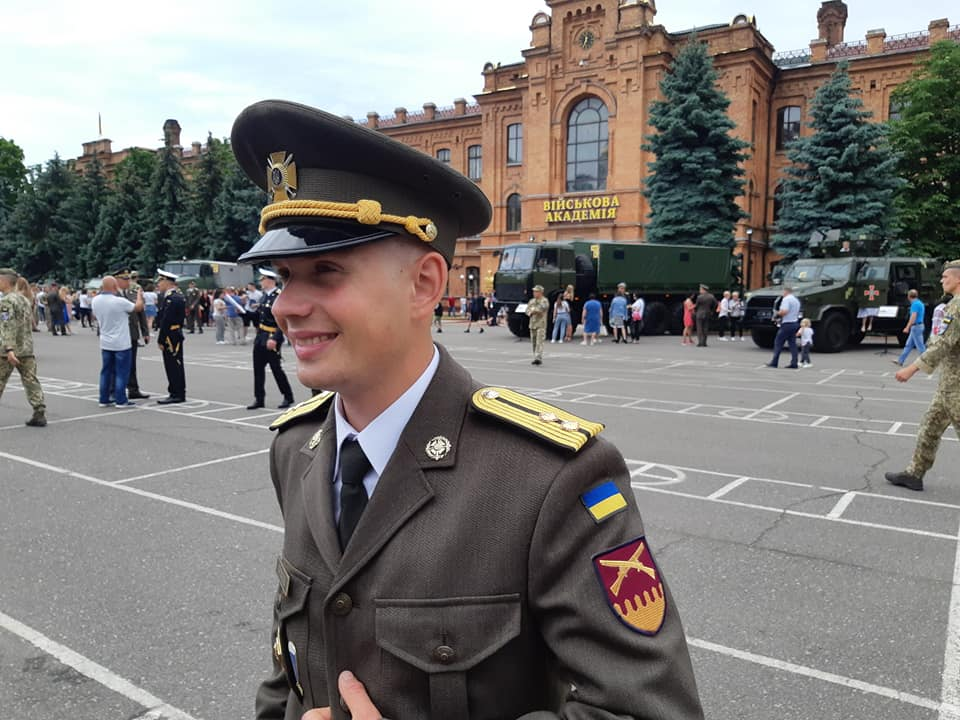
Макар з шевроном 92-ї ОМБр

У батьків залишився кишеньковий щоденник Макара, який той писав ще до закінчення академії. Він містив його основні моральні принципи та навички які хлопець поставив собі за мету розвинути до досконалості:

#### Щоденник з цілями Макара
1. Стати найкращим бійцем на планеті. (Дедлайн: до 30 ти років)
  1. Стати грамотним, вдумливим командиром. (Дедлайн: 2021)
  2. Досконально вивчити мінно-підривну справу. (Дедлайн: 2021)
  3. Опанувати вміннями управління основних видів транспорту в екстремальних умовах. (Дедлайн: 2024)
  4. Вивчити техніку входження в стан бойового трансу. (Дедлайн: 2022)
  5. Вступити до лав топового спец. підрозділу. (Дедлайн: 2022)
2. Опанувати англійську мову на рівні носія. (Дедлайн: 2025)
  1. Скласти іспит з SMR на другий рівень. (Дедлайн: випуск)
  2. Прочитати книжку Олексія Безсонова «Як вчити іноземні мови» (Дедлайн: 01.08.2020)
  3. За будь-якої можливості практикувати розмовну англійську.
3. Скласти іспит із фізо на 5. 
  1. Бігати дистанцію в 3 км менш ніж за 11 хвилин. (Дедлайн: 15.04.2021)
4. Максимально виключити непотрібну конфронтацію з життя.

Був здатний влучати зі снайперської гвинтівки на 1100 метрів, мав понад 50 стрибків з парашутом. 
Закінчивши Академію, з червня 2021 року Макар Єрофєєв служив у розвідувальній роті 92-ї окремої механізованої бригади (з 2023 року перейменована в 92-гу окрему штурмову бригаду), дислокованої у місті Чугуєві, Харківська область, на посаді командира розвідувального взводу.
Про те що буде повномасштабна війна, Макар говорив рідним ще під новий, 2022 рік, він тоді служив на кордоні з Росією, займався прослуховуванням радіосигналів противника. 
За півроку після випуску Макара з Академії почалося повномасштабне Російське вторгнення в Україну.

### Російське вторгнення в Україну (2022)

#### Лютий 2022
Повномасштабна війна для Єрофєєва почалась 15 лютого 2022, за тиждень до інтервенції. Макар з групою солдатів виконували завдання авіа- та радіоелектронної розвідки для аналізу перемовин та дій росіян на кордоні біля міста Вовчанськ. Ці дії допомогли зрозуміти, що та як будуть робити росіяни під час наступу.
Початок вторгнення зустрів на Харківщині. Він та група розвідників 24 лютого були на кордоні між Україною та Росією, де Макар знищив спеціальну техніку для запису та спостереження в тилу ворога, передав всі дані та разом зі своєю групою під вогнем відійшов до Харківської області. Не мав з собою ані зброї, ані бронежилета, разом з побратимами у цивільному одязі непомітно добиралися лісами 3 доби без сну до пункту збору у Мерефі, поки над головою літала ворожа авіація. Перегрупувавшись у Мерефі, змогли вперше екіпіруватися та Макар взяв на себе командування взводом розвідки в боях за Харків. 
Брав участь в обороні Харкова, проганяв російську армію від Чугуєва. В боях за Харків, Макар зміг організувати підрозділи, виконав декілька штурмів та операцій з зачистки міста від інтервентів-росіян, налагоджував зв’язок, забезпечував волонтерську допомогу для розвідки 92 ОМБр. Координував різні підрозділи сил оборони України та шуткував, що їх вб’ють дружнім вогнем. 
З шостої спроби вдалося звільнити місто Чугуїв, не давши росіянам вибудувати оборону, розвідники працювали як у штурмах, так і в тилу росіян. «Джонні» дуже любив диверсійну діяльність і ближній бій (Сlose-quarters battle). Організував і брав участь у рейді по тилах противника. Розвідувально-диверсійна група Макара, за сприянням патріотично налаштованих браконьєрів і поліціянтів в тилу противника змогла спалити склад боєприпасів на глибині 40 км. 
Відкинувши супротивника від Харкова навесні 2022-го, Макар взяв на себе командування підрозділами розвідувальної роти. 

#### Березень — Серпень 2022

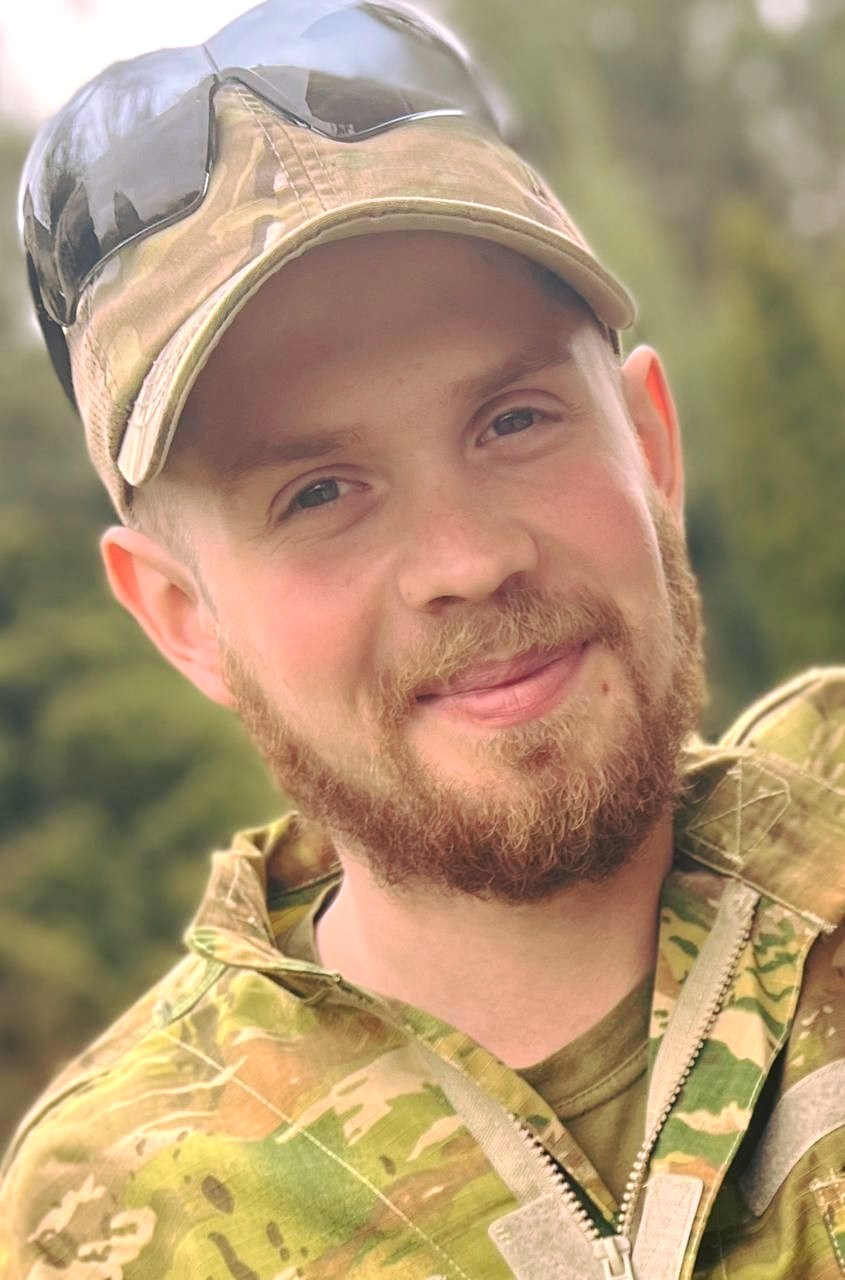
Світлина Макара вдома

Весною-літом 2022-го Макар працював особисто і вчив побратимів літати на «цивільних» дронах Mavic та Autel Robotics. Командири й солдати будували перші системи ситуаційної обізнаності навколо технічних засобів: дрони-старлінки-радіозасоби. Макар зміг забезпечити постійне постачання техніки. Дрони втрачались в великій кількості, але цей досвід дав суттєву перевагу перед росіянами в розвідці літом 22-го. Дуже любив дрони, завжди наголошував на тому, які вони важливі.
Після боїв за місто Чугуїв, бої змістилися на схід в трикутник Коробчине-Залізничне-Леб’яже та фронт стабілізувався. Спроби просунутись далі не приносили значного результату. Біля села Гракове (Чугуївський район) Макар командував групою, яка змогла закріпитися за міст та дорожню розв’язку. Сформувавши групу з розвідників, піхотинців, спецпризначенців МВС, піхоти ТРО, розрахунку ПТРК і штурмовиків з Інтернаціонального легіону, Макар взяв на себе командування з майже 50 людей та під танковими обстрілами 40 годин успішно утримував стратегічно важливий міст. Попри молодий вік і звання лейтенант, побратими довірили йому командування операцією і своє життя. Росіяни кинули в контратаку сили танкового батальйону, за допомогою Javelin українські військові знищили два танки. Згідно з радіоперехопленням командир танкового батальйону росіян сказав «Я вам (танкістам ВС РФ) покажу як воювати треба», і особисто повів танк для того, щоб знищити позиції групи Макара під мостом. В результаті танк комбата росіян також був знищений разом з екіпажем, що сильно деморалізувало противника. Всю операцію Макар йшов попереду і посміхався. Він насолоджувався штурмовими боями, дзвонив рідним після кожної операції та 2 години розповідав деталі, як не відчував ваги ПКМ чи як врятував пораненого, взяв росіян у полон чи організовував оборону. Коли Макару було страшно, він скорочував дистанцію в бою – виводив піхоту на «контакт», тобто бій на дистанції 50-70 метрів.
Після тих боїв в кінці серпня 2022-го сили 92-ї бригади змістились південніше Балаклії. 

#### Вересень — Грудень 2022
Напочатку вересня відбулася Балаклійсько-Куп’янська операція у якій Єрофєєв командував підрозділами що звільняли Купʼянськ. Макар та його підлеглі по декілька разів в день звільняли опорні пункти від однієї позиції росіян до іншої, рішення ухвалювалися на рівні командирів рот і взводів, такої щільності вогню як тоді з української сторони він не бачив ані до, ані після цієї операції. Рота розвідки зібрала трофеї в настільки великих обсягах, що на осінь 22 го року переважала по вогневій потужності деякі мотопіхотні батальйони. При розробці операції розвідники планували дійти до Шевченкового (20 км) – в результаті дійшли до Куп’янська (80 км). Були свідчення, що в Шевченкове Джонні евакуював школу. 
Макар знав англійську, тому часто його підсилювали іноземцями з Інтернаціонального легіону.

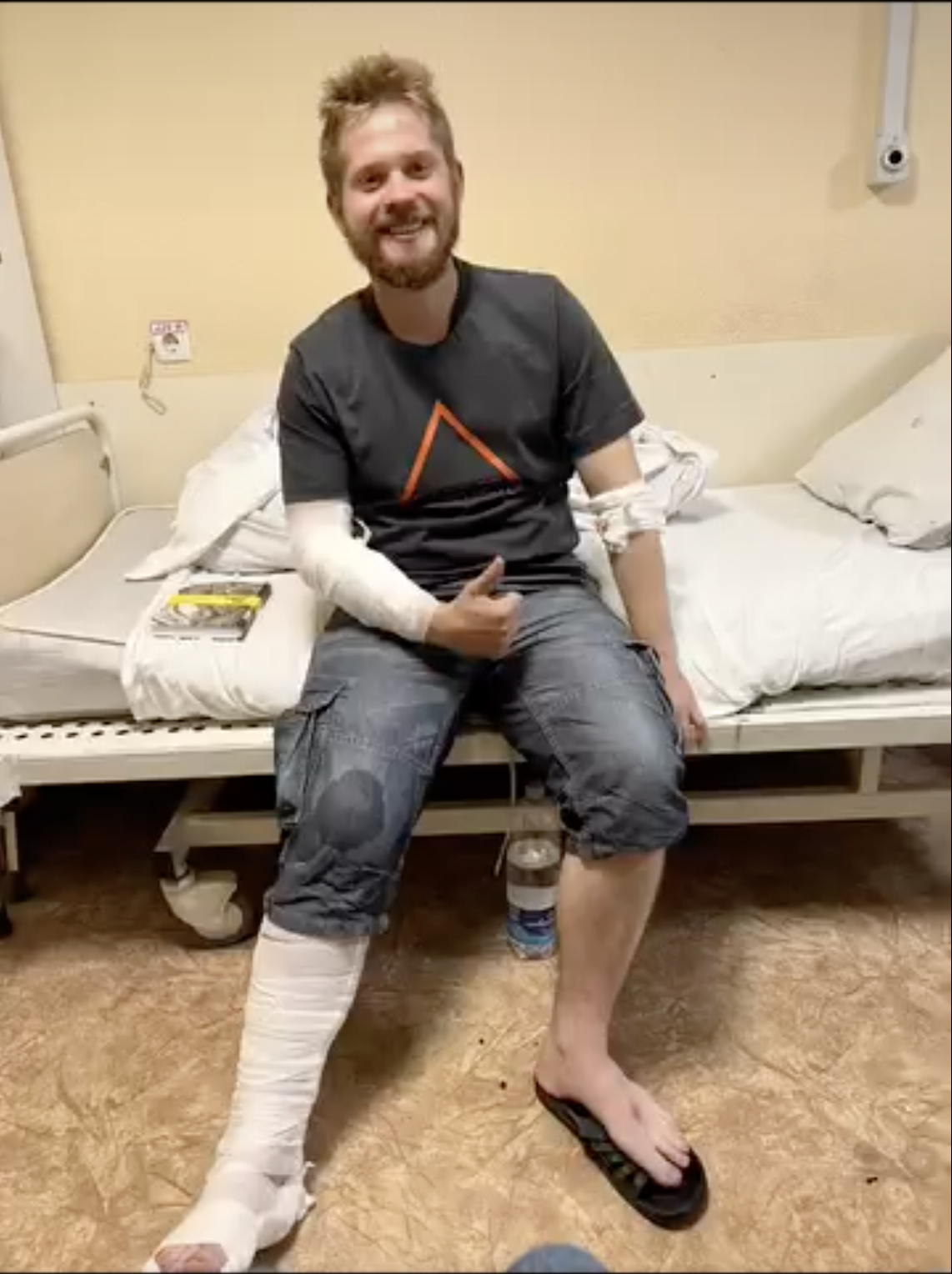
Поранений після звільнення міста Купʼянськ Макар проходить лікування у Харківському госпиталі

У вересні 2022 року в стрілецькому бою під містом Куп'янськ в селі Грушківка Харківської області група Макара попала в засідку роти російської десантури. У бою віддав наказ своїм бійцям відійти та перегрупуватися, а сам з кулеметом РПК ліг на землю та прикривав їх відхід, стримуючи вогнем ворога, що зупинило їх наступ. Коли почав відхід, то на зворотному шляху був поранений однією кулею в праву руку та кулею в праву ногу. Самотужки наклав турнікети та дійшов до евакуації. Пізніше після його евакуації побратими змогли знищити російську десантуру. За участь у Харківській наступальній операції та звільнення міста Куп’янськ 14 вересня 2022 року був нагороджений Орденом Богдана Хмельницького III ступеня та отримав звання старшого лейтенанта.
Лікуватися довго не збирався. В госпіталі в Харкові Єрофєєв не хотів лежати – за місяць втік з госпіталю та повернувся на фронт, бо казав «деякі побратими ще не були у відпустці, а я тут валяюсь» і через розуміння, що на фронті на той момент не вистачало досвідчених та професійних керівників підрозділів. В той час він казав своєму брату: «Братан, я знаю, що так казати не можна, але ці півроку найкращі в моєму житті». Через поранення деякий час кульгав.  
Згодом загинув побратим і друг Макара Макс, тоді йому було надважко. Старші командири взяли з Макара слово, що він не буде виходити на бойові завдання, так і було до грудня 2022-го, але після загибелі та травмування підлеглих Макара, він почав більше «працювати в полі» виконуючи штурмові задачі, казав що сидіти в штабі «його паяє».
|                               | Ходили легенди, як він міг розставляти на полі бою людей, як він брав на себе відповідальність. Він казав «я бойовий офіцер», кажу ну так зараз же усі офіцери бойові. Він відповідав «ні, є штабні, а я бойовий». |
| — Ірина Єрофєєва, мати Макара | |

Батьки довго звикали, що син воює. Цілодобово чекали на «плюсики» у своїх повідомленнях месенджерів. Згодом Макар почав приїздити, і це заспокоювало батьків. Влаштовував сюрпризи, не попереджаючи про візит, перестрибував паркан і вистукував у двері щось бравурне.

#### Січень — Липень 2023

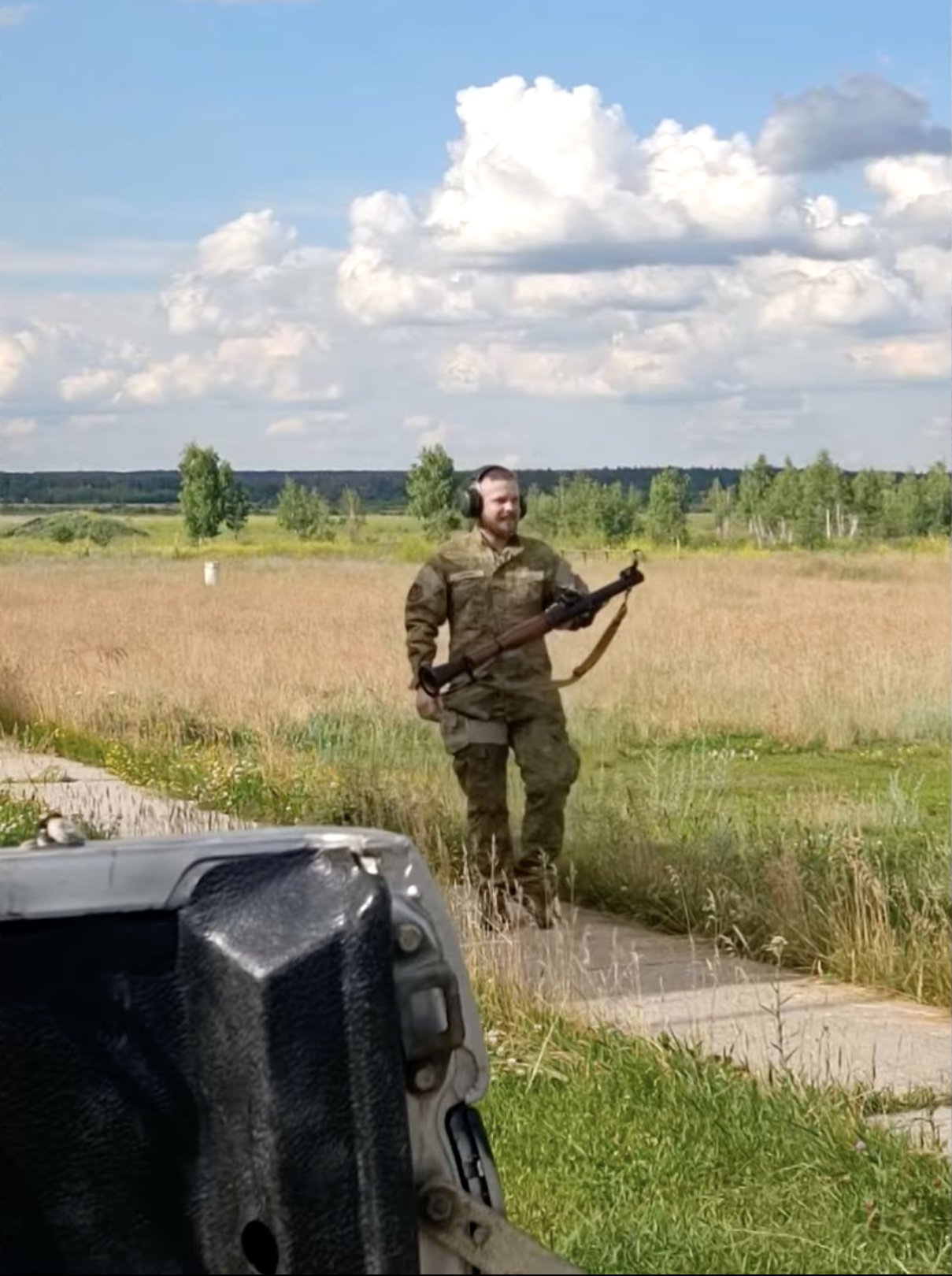
«Джонні» під час виконання бойового завдання на фронті

Був залучений у важких боях на Сватівському напрямку. Однією з «веселих» операцій була операція в січні 2023-го біля села Новоселівського на кордоні Харківської та Луганської областей. Почавши штурм група Макара була обстріляна танком і відійшла на вихідні позиції. Макар продовжив штурм, взявши командування над іншою групою, шуткуючи, казав: «Я віджав групу». Росіяни не витримали штурм і втекли, група Макара закріпилася на позиціях росіян, окупанти позалишали кулемети та рацію «Азарт», завдяки якій Макар чув, як росіяни наводили по ньому касетні РСЗВ, та намагалися відбити втрачені позиції силами десантників. Макар зі штурмовою групою відсікав росіян кулеметом та іншою стрілецькою зброєю. Закріпившись, Макар особисто завів групу піхоти замість штурмовиків, тобто не тільки організував штурм, а також і оборону. Операція зайняла 17 годин, крепатура була настільки значною, що Макар 2 доби не міг встати від втоми, але задачу перевиконали. 

З травня 2023 року став заступником командира роти розвідки 92-ї окремої механізованої бригади імені кошового отамана Івана Сірка. 
Брав участь у боях на північ від Бахмута під Хромовим, зупиняв «Вагнерів», організовував штурми біля Андріївки.
Найтрагічніший етап війни для Макара – місто Бахмут, селище Хромове. У квітні-травні 2023 року був під Бахмутом, коли там було «справжнє пекло». Підрозділи 92 ОШБр тримали три місяці оборону ключової траси, «обрізавши» яку, росіяни могли замкнути оточення Бахмут, втрати Сил Оборони України були колосальні, батальйон міг втратити свою боєздатність за 5-10 діб, далі їх виводили й заміняли на інші. 
Тримали позиції на «незламному та впертому характері». По них летів фосфор і постійна артилерія, у росіян було нескінченно багато боєприпасів, але розвідпідрозділ Макара тримався багато тижнів. Макар мав багато «виходів», там загинуло багато його побратимів. Сили оборони втримали трасу до Часового Яру ціною багатьох життів. Макар казав, що на полі розміром 2000 на 800 метрів було понад 2000 трупів «вагнерівців» і захисників України. Втрати були у співвідношенні 1:5-6, але навіть цей факт сильно тиснув на Макара, бо міняти «зеків і інших вагнерів» на мотивованих бійців України з його погляду було не раціонально.
Одного дня група Макара втратила двох бійців. Тоді він часто і багато спілкувався телефоном зі своєю подругою-волонтеркою, та у телефонній розмові твердим голосом сказав, що не відійде з Бахмута, поки не поверне тіла полеглих. Після того, як «вагнерівці» «закінчились» і відійшли від Бахмута, фронт змістився і Макар зміг забрати тіла своїх підлеглих і особисто віддати їх родинам, це була його принципова позиція. Також він дістав незначні поранення, але травмувальний досвід від тих 3 місяців був нестерпним. Йому не допомагали ні медитація, ні спорт.
Мати не памʼятає, щоб Макар плакав у дитинстві, але плакати почав на війні з почуття провини і то тільки в дуже вузькому родинному колі.
Після боїв за Хромове 92-га бригада перемістилася на південь від Бахмута. Бої були дуже складними: контактними, з великою концентрацією піхоти, дронів і артилерії. Макар виходив на операції весь час. Старші офіцери казали, що йому треба сидіти на штабі, готувати поповнення, розробляти операції, забезпечувати роту матеріально-технічними засобами, виходити на задачі не кожний раз, а хоча б один раз через три. Макар задачі виконував, але не виходити не міг, не любив «сидіти на стрімах, коли нічого зробити не можеш і дивишся на смерть по телевізору», міг відмовити навіть старшим командирам, коли не був згодний з планом операції. Особисто виходив на операції дуже багато разів. Характер змінювався, Макар ставав все більш суворим.

#### Серпень — Листопад 2023
В серпні 2023-го, в результаті успішного штурму, Макар взяв полонених і пообіцяв, що збереже їм життя — дав слово офіцера, що до полонених дотримають всі вимоги міжнародних конвенцій, якщо вони допоможуть з евакуацією пораненого побратима Макара. Після успішної евакуації полонені росіяни з 4 бригади були дуже здивовані що їх не розстріляли та казали «що Макар справжній офіцер і його як ворога поважають».
За півтора року мав понад сто бойових виходів.
Для побратимів став майже як батько, хоча на той момент йому було лише 23. Завжди виносив своїх поранених підлеглих з-під обстрілів сам. Як командир понад усе цінував життя своїх бійців, а сам на полі бою не мав страху та надихав підлеглих. Мати Макара каже, що він мав не аби який авторитет, призвісько «Джонні» стало пропуском майже усюди. Його рідні згадують, що війна стала для Макара майже сенсом життя і він мріяв лише про перемогу. У найважчі моменти боїв був зразком і прикладом для своїх підлеглих військовослужбовців, особисто вів підпорядкованих військовослужбовців у бій. Протягом свого бойового життя старший лейтенант Єрофєєв Макар Володимирович завжди рвався у саму гущу боїв, на найскладніші й найважливіші бойові операції. Маючи відповідну освіту і підготовку, завдавав ворогу максимально можливих втрат на полі бою.

Казав що на полі дві волі, та чия воля виявиться сильнішою той і переможе.

Макар Єрофєєв на хрещенні дитини свого кума
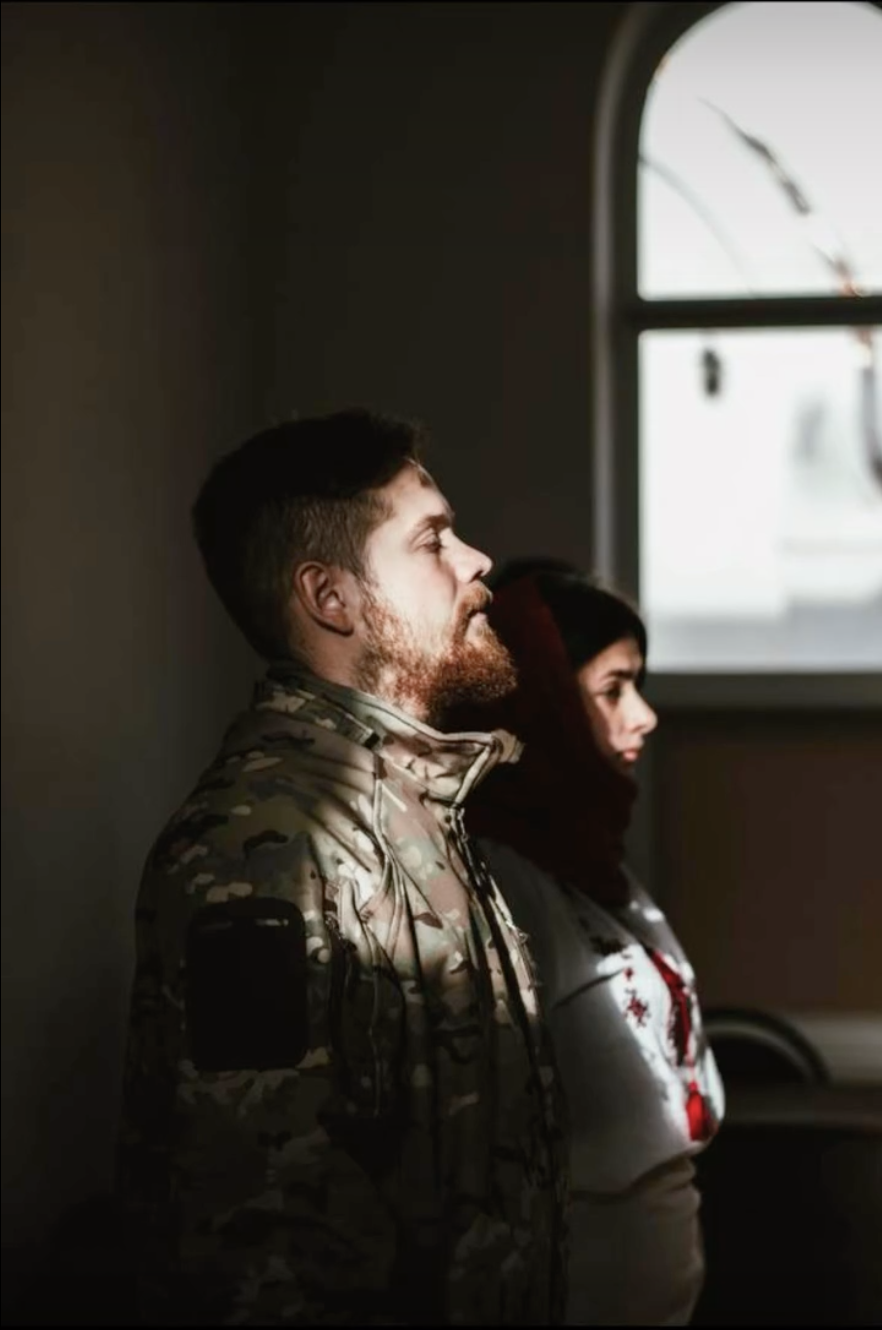
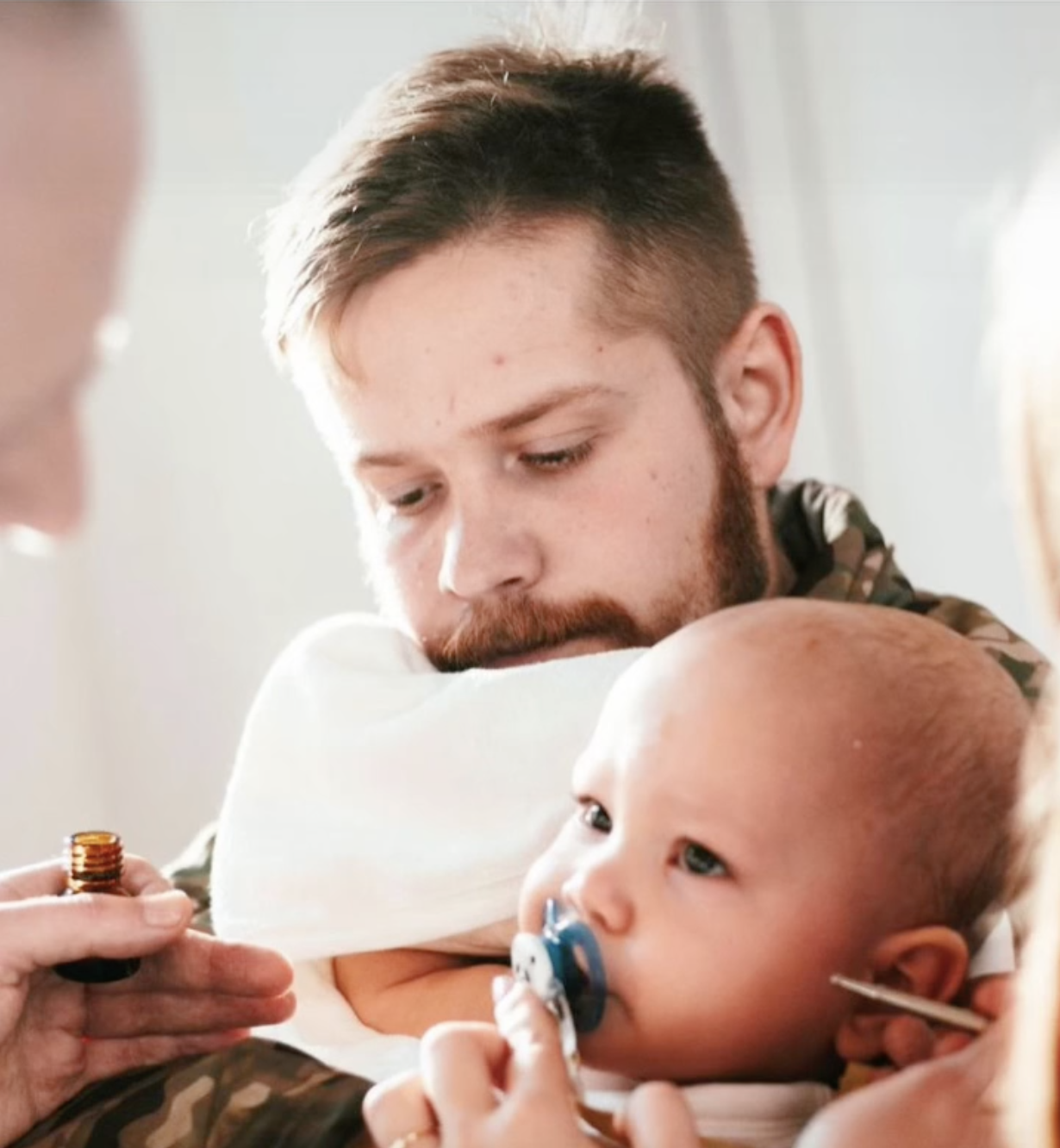
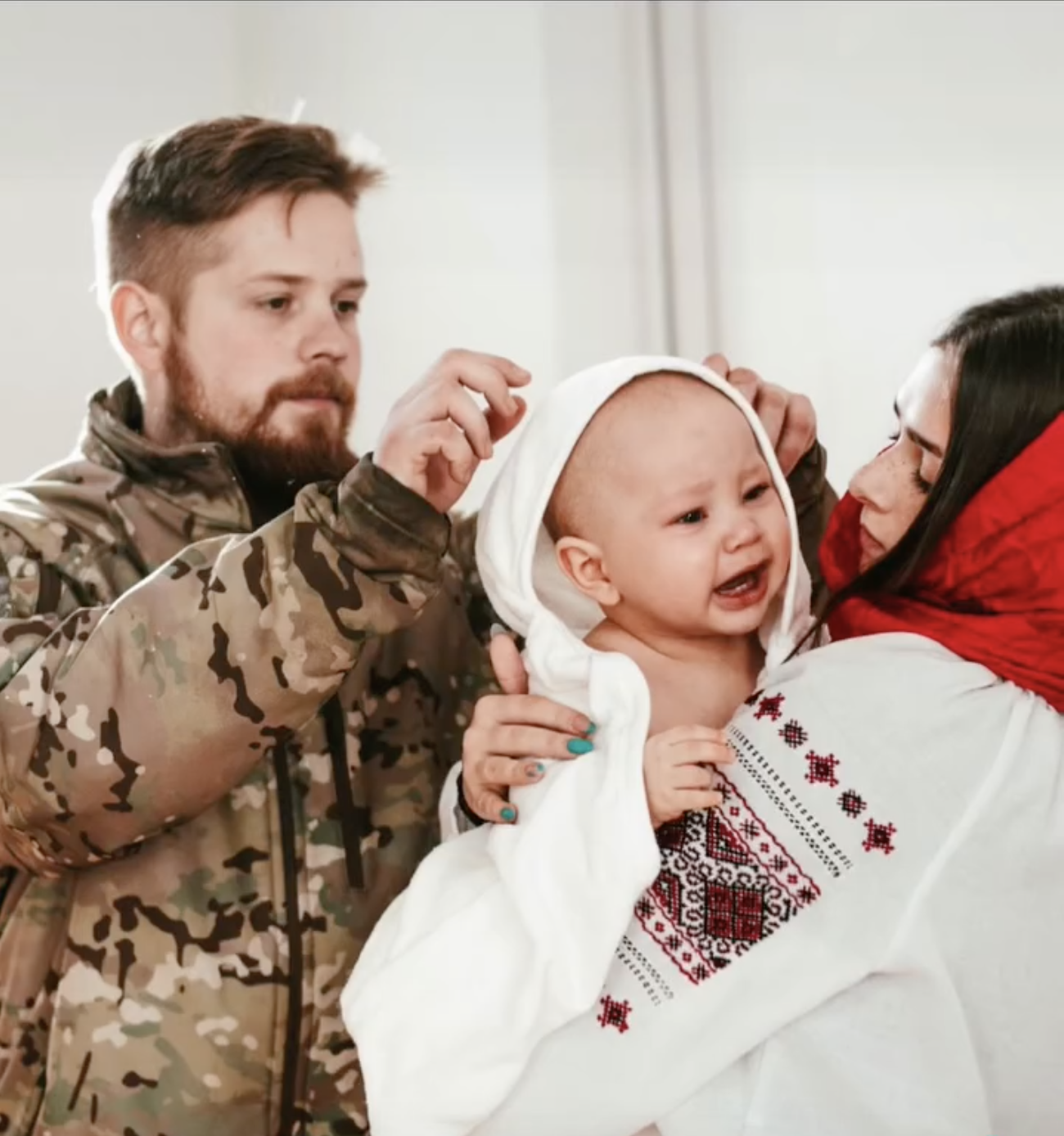

|                                      | Ми з Макаром були неймовірно близькі, по 10 годин спілкувалися про те, як побудований світ. Ніколи не відчував у ньому страху. Макар завжди йшов у бій, навіть коли командири забороняли йому це робити. Макар не міг бачити смерті своїх підлеглих в екрані “стрімів” та чути по рації як вони отримують поранення, завжди ходив з ними в бій. Його любили всі, з ким він був знайомим. Макар був найгероїчнішою людиною, яких я знаю – стоїком, він до всього легко ставився крім війни, мав добре філософське бачення воїна, вчив мене. |
| — Антон Єрофєєв, старший брат Макара | |

Загалом Макар робив дуже багато для своєї роти. Тому нову розвідувальну роту в 92 ОШБр назвали на честь нього - «Джонні«». Достеменно невідомо скільки точно виходів зробив Макар Єрофєєв, скільки матеріальних засобів він забезпечив для своєї роти розвідки, ніхто не знає всіх його подвигів. Кажуть він взяв в полон понад 20 полонених протягом всієї війни. Свої нагороди він не цінував, цінував життя, підлеглих, гарний контактний бій, горизонтальні методи управління та інновації. Росіян не ненавидів, а зневажав.
16 жовтня Макару виповнилося 24 роки. За 6 діб до загибелі Макара у нього на позиціях на Донбасі був брат Антон. Жили разом на контрольному спостережному пункті, «Джонні» був дуже засмучений через втрати та водив машину розконцентровано. 

#### Загибель Макара
11 листопада 2023 року вів новорекрутованих бійців в бій біля села Андріївки Бахмутського району. В той день мрячило, але інколи прорізалося сонце. Особисто, на полі бою, керував бойовими діями ввірених йому військовослужбовців розвідувальної роти, забезпечуючи штурмові дії бригади на певній ділянці фронту. Після вже успішно виконаної операції група почала відходити. Раптово спецпризначенець 3-го батальйону Інтернаціонального легіону з Литви, на імʼя Вітаутас, який був в їх групі, отримав поранення ніг, наступивши на міну. Макар кинувся на його порятунок, разом з побратимами зробили імпровізовані ноші з гілок та підняли пораненого на плечі, виходили через село Андріївка. 
По рації Макара попередили, що буде мінометний обстріл і треба відступати. Він вимкнув всі рації та сказав: «Хто як не я буду його рятувати?». Почався комплексний мінометно-дроновий обстріл, Макар віддав бійцям наказ розосередитися та сховатися у бліндажі та підвалі поблизу, а сам відмовлявся кидати пораненого до останнього, не зважаючи на обстріл. Був вбитий осколком від однієї з мінометних мін, який влучив в його ліву ногу за 6-8 метрів від місця вибуху, перебивши артерію та кістку близько до пахової зони тіла, від чого він швидко стік кровʼю. Помер майже миттєво. В групі були поранені, але загинув тільки Макар. Вітаутас, якого не кинув Макар, вижив... 
Загинув 11 листопада 2023 року під Андріївкою біля міста Бахмут, Донецької області, не відступивши у найважчий момент бою і не кинувши свого пораненого побратима. 

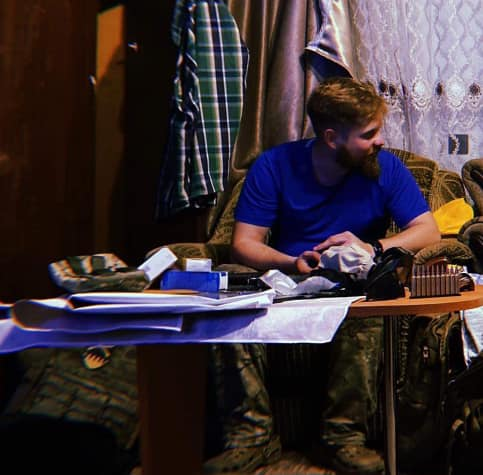
Із спогадів побратимів: «Просинаєшся о пʼятій ранку, Макар щось читає, чи рахує, чи пише. Засинаєш, Макар з картами, рахує, пише.».

Вже згодом боєць Інтернаціонального легіону «Вінні» зміг написати матері Макара, пані Ірині, кілька слів про нього: 
|                                                      | Ви знаєте, а ми з ним познайомилися коли я перший раз на 0 (лінію фронту) виходив. Тієї ночі поранили нашого товариша. І тільки завдяки Макару ми його і винесли. Знайте його фразу «Чоловіки, я розумію важко, але треба йти» І знаєте — ми йшли. Ніби додатково сили нам давав. Ваш син приклад, яким має бути патріот і офіцер. |
| — Вітаутас «Вінні», боєць Інтернаціонального легіону | |

|                                                             | Макар взагалі був більше про зміст, ніж про обгортку, не мав навіть своїх сторінок в соціальних мережах, про нагороди ми дізнавалися випадково, усміхався що це цяцьки для мам та дружин. Правда іменним пістолетом пишався. Вчора вперше литовець Вітаутас, якого врятував Макар написав зі шпиталю нам батькам дуже чутливий лист, бо не мав сил нам подзвонити. Написав, що тільки дуже сильна людина могла в тих умовах завжди посміхатися та ховати за тією посмішкою біль. |
| — Ірина Єрофєєва, мати Макара, на своїй сторінці у фейсбуці | |

Похований 16 листопада 2023 року на кладовищі міста Підгородне.

## Нагороди
- Звання Герой України з удостоєнням ордена «Золота Зірка» (23 серпня 2024 року, посмертно) — За особисту мужність і героїзм, виявлені у захисті державного суверенітету та територіальної цілісності України, самовіддане служіння Українському народові[1].
- Орден Богдана Хмельницького III ступеня (14 вересня 2022 року) — За особисту мужність і самовіддані дії, виявлені у захисті державного суверенітету та територіальної цілісності України, вірність військовій присязі[12].
- Медаль «Захиснику Вітчизни» (5 грудня 2022 року) — За особисту мужність і самовіддані дії, виявлені у захисті державного суверенітету та територіальної цілісності України, вірність військовій присязі[14].
- Відзнака «За оборону Харкова» (26 жовтня 2022 року) від 92-ї окремої механізованої бригади[15].
- Медаль «30 років воєнній розвідці України» (30 серпня 2022 року) — Памʼятна відзнака Головного управління розвідки Міністерства оборони України[15].
- Медаль «Незламним героям Російсько-Української війни» (6 вересня 2022 року) від Всеукраїнського обʼєднання «Країна»[15].

## Вшанування памʼяті

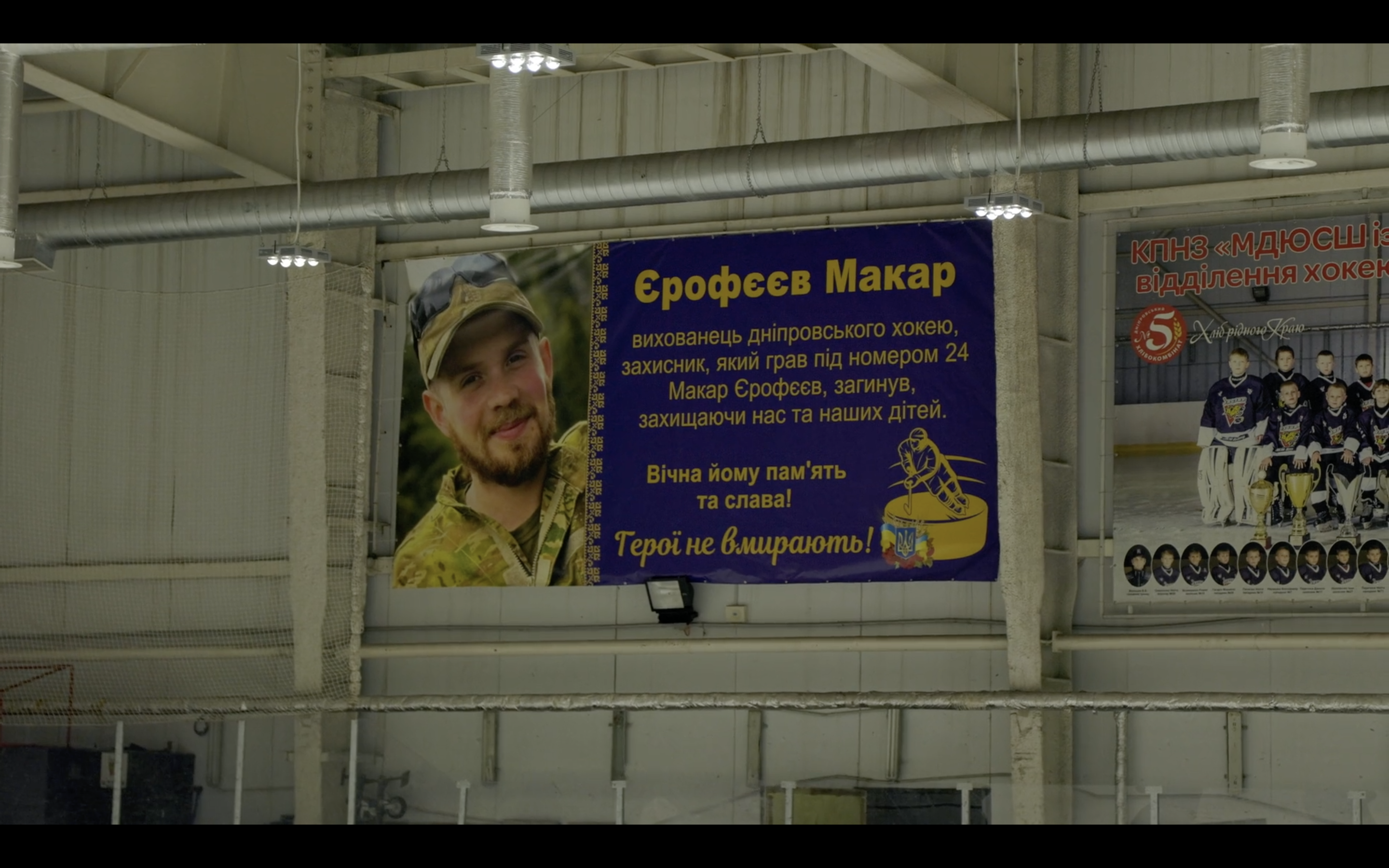
Дитячий хокейний турнір на честь загиблого Єрофєєва Макара Володимировича в місті Дніпро.
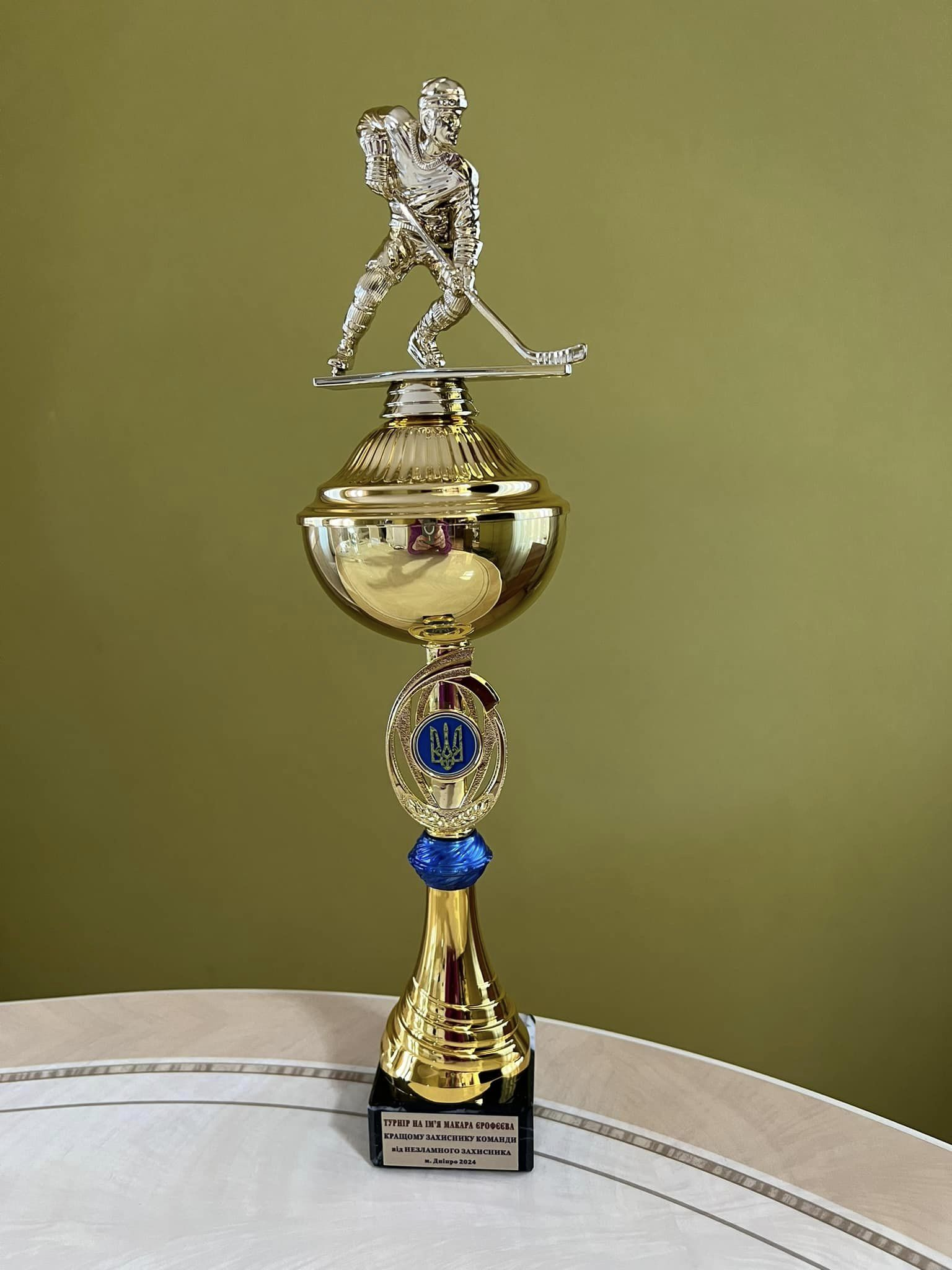
Кубок турніру з хокею на честь Макара Єрофєєва з підписом «Кращому захиснику команди від незламного захисника. м. Дніпро 2024»
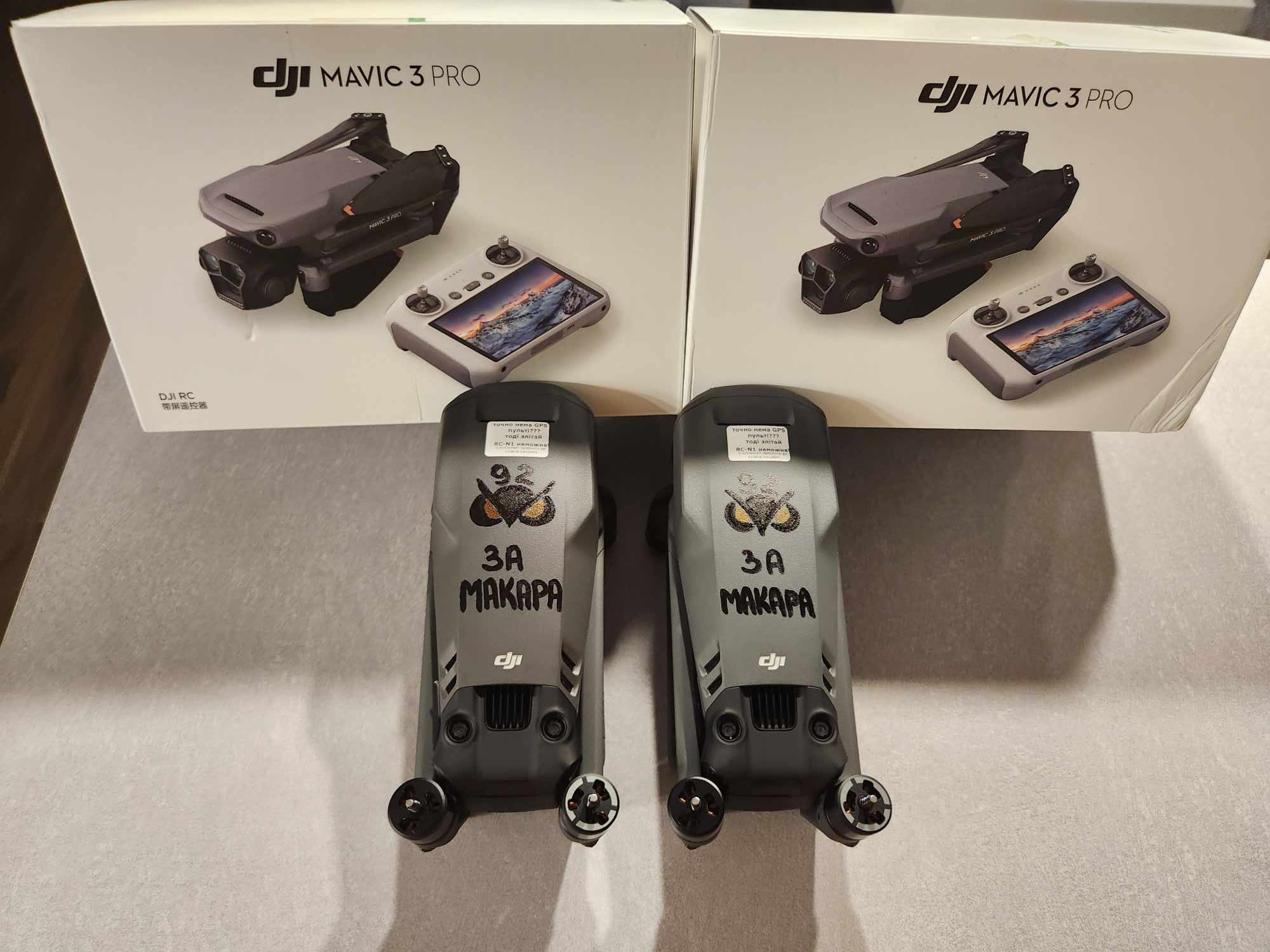
Дрони, на які збирали пожертвування після загибелі Макара. 26 листопада 2023.

- Про загибель Макара Єрофєєва написали Верховна Рада України, Федерація Хокею України, Комітет з питань молоді та спорту, РБК-Україна, 24 Канал, Цензор.НЕТ, Фокус, Факти, Вечірній Київ, Укрінформ, Informator, Zmina info, Янголи Спорту, Дніпровська районна військова адміністрація, та багато інших медіа.[16][17][18][19][20][21][22][23][24][25]
- 11 грудня 2023 року була створена петиція «Щодо присвоєння звання Героя України (посмертно) старшому лейтенанту Єрофєєву Макару Володимировичу» ініціатором якої виступив Антон Єрофєєв. 11 лютого 2023 року петиція вже набрала 25240 голосів з 25000 необхідних для розгляду президентом України. По завершенню збору підписів, петиція сумарно набрала 25747 голосів. Звання Героя України Макару Єрофєєву було надано указом №557 президента України Володимира Зеленського через 8 місяців після створення петиції у День Державного прапора України та за день до Дня Незалежності України.[9]
- На момент 26 листопада 2023 року знайомі Макара зібрали понад 400 тисяч гривень у зборі пожертвувань в памʼять про Макара. Усі зібрані кошти пішли на закупівлю дронів для 92-ї окремої штурмової бригади. За зібрані кошти придбали 6 дронів DJI Mavic, а на решту FPV камікадзе дрони. Фонд Progressive Ukraine допоміг із закупівлею дронів.[26][27]
- 4 грудня 2023 року український виробник дронів Vyriy Drone опублікували на своїх сторінках соціальних мереж, що створюють новий дрон в памʼять про загиблого Макара Єрофєєва та назвали його позивним Макара «Johnny». Це дрон-камікадзе обладнаний тепловізійною камерою.[28]
- 24 лютого 2024 року, в день другої річниці з початку повномасштабної російсько-української війни у київському Палаці спорту відбувся Кубок пам’яті хокеїстів-захисників, які полягли в боях за волю України. Організатори й учасники вшанували пам’ять Макара Єрофеєва та інших хокеїстів. У відкритті турніру взяли участь родичі полеглих героїв. У форматі 3х3 змагалися сім команд – київські «Сокіл», «Спарта», «Блискавки», ШВСМ, «Автомобіліст», «Крижинка-Кепіталз» та білоцерківський «Білий Барс». Першими переможцями турніру, який організатори при підтримці Федерації хокею України обіцяють зробити традиційним, стали хокеїсти київського «Сокола». У фіналі вони перемогли 3:0 «Крижинку-Кепіталз». Третє місце розділили «Спарта» і «Блискавки».[29]
- 15 – 16 березня 2024 року в Дніпрі, за підтримки Федерації хокею України, відбувся перший дитячий хокейний турнір на честь загиблого українського воїна, колишнього хокеїста Макара Єрофєєва. Його організаторами виступили відокремлений підрозділ ФХУ на Січеславщині, а також регіональне відділення Національного олімпійського комітету які прийняли рішення, що цей турнір стане традиційним і буде проводитися кожний рік. В турнірі взяли участь п’ять команд 2015-2016 років народження з Дніпра, Запоріжжя та Одеси. Переможцями, вигравши всі матчі, стали представники місцевої МСДЮШОР, яких очолює тренер Макара Єрофєєва Володимир Волошин. Друге місце посіло «Дніпро», третє – одеські «Морські Вовки».[30][31]
- Телеканал НТН в документальному проєкті «Історії війни. Нескорені» зробили сюжет про Макара. В сюжеті є момент підриву танка, це Джонні дає команду артилерії на враження. Також є короткий уривок з ближнього бою від першого лиця де Макар-Джонні перший хапає кулемет і лягає прикривати іноземний легіон.[5][32]
- На сайті jockiidruce.com в альбомі trashhouttttttt під треком «журба» внизу під текстом вказано «присвячується памʼяті макара єрофеева 1999–2023». Вокал в треку від виконавців jockii druce та Надя Дорофєєва, продакшен від BADWOR7H, мастеринг від declared sound. На MEGOGO MUSIC AWARDS 2024 альбом отримав премію хіп-хоп альбом року.[33][34]